# 马蒂尼 (索姆省)
马蒂尼（法語：Matigny，法語發音：[matiɲi]）是法国上法蘭西大區索姆省的一个市镇，属于佩罗讷区。

## 地理
马蒂尼（49°47'44"N, 3°0'29"E）面积6.99 平方千米，位于法国上法蘭西大區索姆省，该省份为法国北部沿海省份，北起加来海峡省和北部省，西接滨海塞纳省和大西洋英吉利海峡，南至瓦兹省，东临埃纳省。
与马蒂尼接壤的市镇（或旧市镇、城区）包括：伊村、克鲁瓦莫利尼欧、杜伊、奥富瓦、基维耶尔、桑库尔、维勒库尔、瓦耶讷。
马蒂尼的时区为UTC+01:00、UTC+02:00（夏令时）。

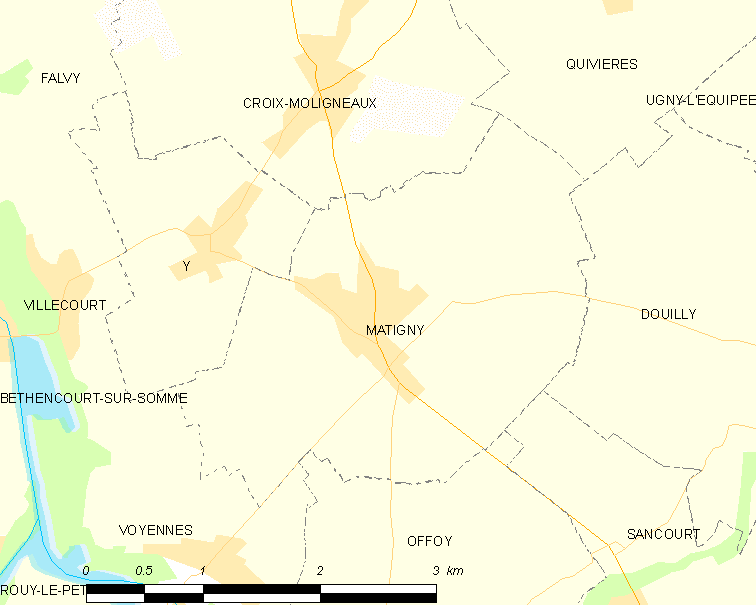
马蒂尼的OSM定位图

## 行政
马蒂尼的邮政编码为80400，INSEE市镇编码为80519。

## 政治
马蒂尼所属的省级选区为阿姆县。

## 人口

1962-2008年间马蒂尼人口变化图示

马蒂尼于2022年1月1日时的人口数量为499人。